# Русская улица (Львов)

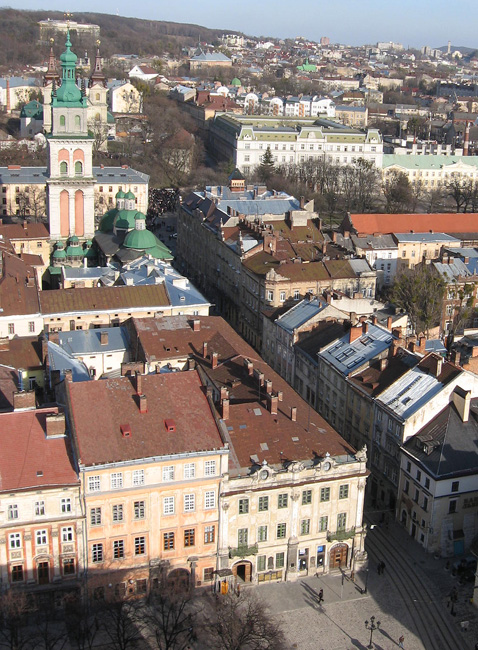
Русская улица (вид с городской ратуши)

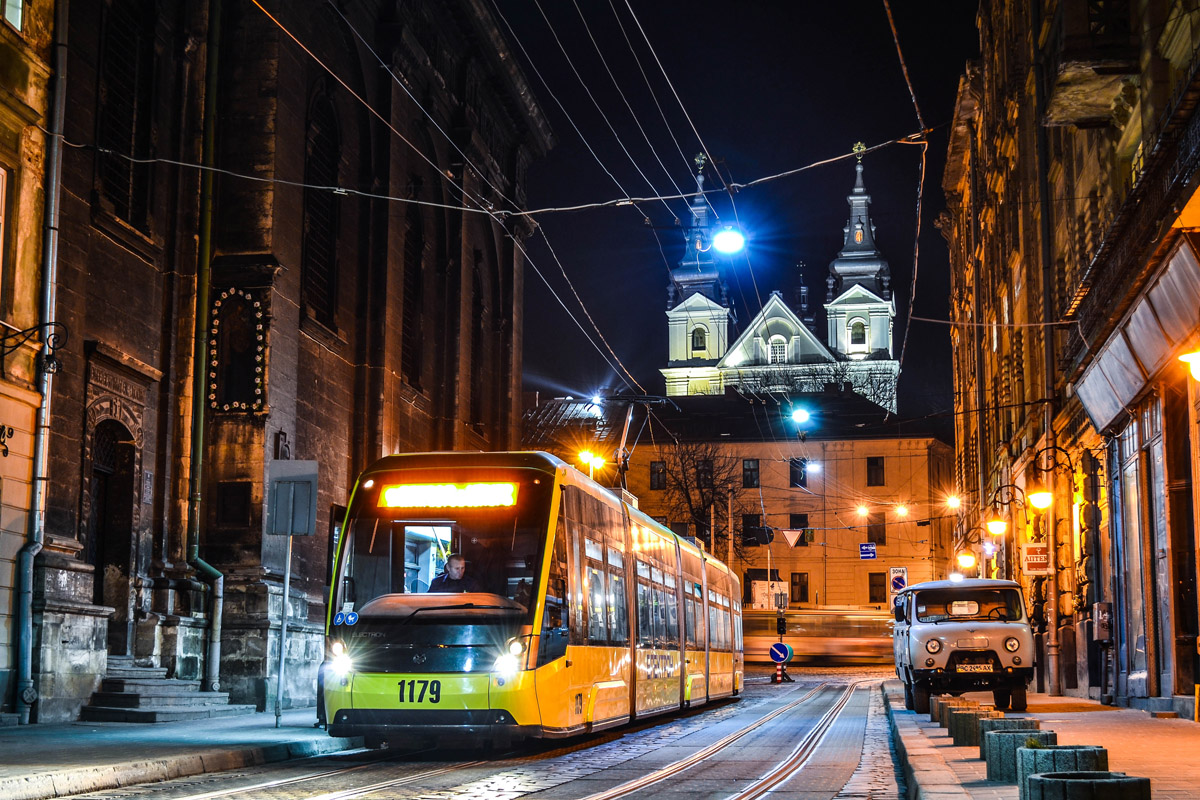
Русская улица (вид с площади Рынок)

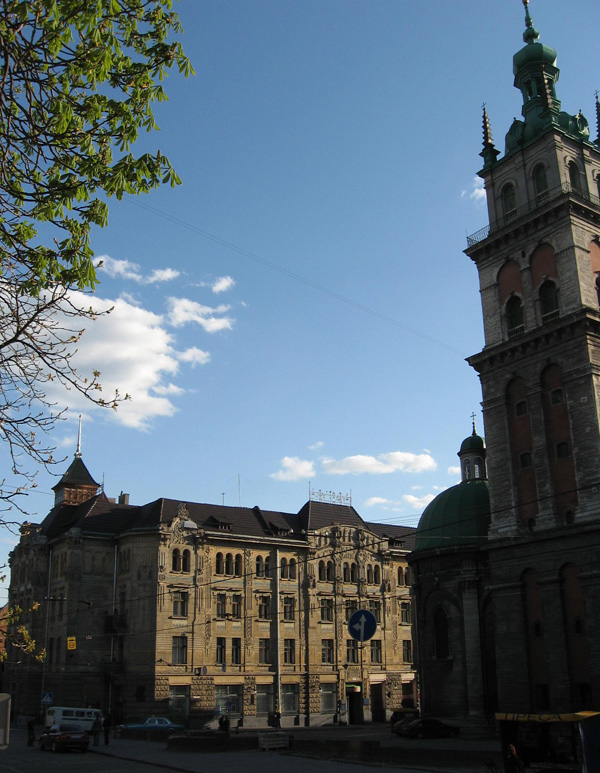
Здание общества «Днестр» и башня Корнякта

Ру́сская у́лица (укр. ву́лиця Ру́ська, пол. ulica Ruska) — известная со Средневековья, узкая улица в историческом центре Львова, соединяющая площадь Рынок с Подвальной улицей.
Несмотря на то, что из-за её размеров на улице не могут разминуться два трамвая, Русская выполняет роль важной транспортной артерии.
В архитектуре улицы сочетаются ренессанс, барокко, классицизм и сецессия.

## Название
Впервые название «Руска» было зафиксировано в 1472 году.[уточнить] Ранее, с 1414 года это была улица Соляников, так как по ней телеги чумаков ехали на юг, к солеваренным промыслам Дрогобыча и Долины.
После того как соседние улицы стали заселяться выходцами из других стран, улица стала называться Русской, по населявшему её местному восточнославянскому населению, к которому применялось именование «русин» (от Руси). Улица до 1708 года оставалась во Львове центром православия, после присоединения Львовского Успенского братства к унии на улице развиваются греко-католические традиции и русская (украинская) культура, поскольку конфессиональная принадлежность в Речи Посполитой, и впоследствии в королевстве Галиции и Лодомерии Австро-Венгерской империи, в значительной мере означала этническую принадлежность.
На картах советского периода подписывалась как Русская улица. Её продолжение по другую сторону от пл. Рынок называлась Узкой улицей, затем Килинского (1871—1992 гг.), сейчас ул. Берынды.

## История и жители улицы
Основной доминантой Русской улицы является башня Корнякта (итальянский архитектор Пётр Барбон, 1578 год), которая возвышается над Успенской церковью (1572—1629) и часовней Трёх Святителей (1590); силуэт башни Корнякта является одним из символов Львова.
В Средневековье, когда город находился под властью Польши, Русская была единственной улицей, где православным мещанам, подвергавшимся значительной правовой дискриминации, разрешалось владеть недвижимостью. Улица тогда занимала также часть пространства современных улиц Староеврейской, Подвальной и Ставропигийской. Документами начала XVI века зафиксирован случай, когда дом жителя Русской улицы, Павла Русина, оказался настолько зажат соседними домами, что не было возможности пробить окно на улицу. Львовское Успенское православное братство, центр деятельности которого находился на Русской улице, разрешило Павлу проделать окно на двор церкви, с условием замуровать его после смерти мещанина. В 1999 году на стене Успенской церкви со стороны Русской улицы установили мемориальную табличку в честь Петра Могилы, церковного и общественного деятеля XVII века, православного митрополита Киевского и Галицкого и всея Руси, Экзарха Константинопольского трона.
На Русскую улицу выходил проход из средневекового еврейского гетто, которое было окружено со всех сторон стенами, а ворота в гетто, Жидовская брамка на ночь закрывались с обеих сторон во избежание погрома. А дом № 4, который был сооружён в XVI веке, в 1610 году перешёл в собственность армянского рода Вартановичей, которые оставили надпись на староармянском языке над окнами дома. В одном из наиболее старых домов во Львове, по ул. Русской, 2, на углу с ул. Сербской, во второй половине XVII века жил известный белорусский печатник Михаил Слёзка.
Дома № 3 и № 5 со Средневековья занимали русины, здания принадлежали Львовскому православному братству, а затем их унаследовал Ставропигийский институт и другие галицко-русские учреждения. В доме № 3 размещались общество «Русский сокол», Русская Селянская организация, издательский союз «Друкар», издательство «Родная школа», редакция газет «Русский голос», «Земля и Воля» и книжный магазин Ставропигийского института. В доме № 5 размещались издательство «Слово». С приходом советской власти в 1939 году и введением украинизации, эти пророссийские организации были ликвидированы как идеологически вредные.
Украинские издатели размещались в то время в доме № 18, где действовали издательские союзы «Червона калина» и «Українське народне мистецтво», редакции газет «Новий час», «Літературно-науковий вісник», «Нова хата», «Неділя».
Здание по ул. Русской, 20 было построено для украинского кредитного общества «Дністер». На здании установлены три мемориальные таблички: в честь первого выступления здесь в 1909 году известного украинского режиссёра и актёра Леся Курбаса, в честь основателя украинского военно-спортивного общества «Сокіл — Батько» и кредитного союза «Дністер» Василия Нагирного, и табличка в честь самого общества «Сокіл — Батько».
В здании современной поликлиники в 1920—1930-х годах жили известные украинские политики Кость Левицкий (экс-президент Западно-Украинской республики) и Осип Назарук.
В 2006 году улица была реконструирована. Трамваи получили возможность двигаться по разным колеям, под рельсы была положена звукопоглощающая бетонная «подушка», был расширен тротуар возле Успенской церкви.

## Здания и учреждения
- № 20 — дом страхового общества «Днестр», сейчас в нём находится Львовская областная научная медицинская библиотека

## Улица в литературе
В 1979 году об улице опубликовал роман украинский писатель Роман Иванычук — «Манускрипт с улицы Русской».